# Riehen
Riehen hay Rieche là một thành phố thuộc bang Basel-Stadt, Thụy Sĩ.